# IV emendamento della Costituzione degli Stati Uniti d'America

La Carta dei diritti nei National Archives

Il IV emendamento della Costituzione degli Stati Uniti d'America (Emendamento IV) fa parte della Carta dei diritti. Vieta perquisizioni e sequestri irragionevoli e stabilisce i requisiti per l'emissione dei mandati: i mandati devono essere emessi da un giudice o magistrato, giustificati da cause probabili, supportati da giuramento o dichiarazione, e devono descrivere in particolare il luogo da perquisire e le persone o cose da sequestrare.
La giurisprudenza del quarto emendamento affronta tre questioni principali: quali attività governative sono le "perquisizioni" e le "confische", cosa costituisce una causa probabile per condurre perquisizioni e sequestri e come affrontare le violazioni dei diritti del quarto emendamento. Le prime decisioni giudiziarie limitarono l'ambito dell'emendamento all'intrusione fisica di beni o persone, ma con Katz v. United States (1967), la Corte Suprema stabilì che le sue protezioni si estendono alle intrusioni nella privacy degli individui così come nei luoghi fisici. È necessario un mandato per la maggior parte delle attività di perquisizione e sequestro, ma la Corte ha previsto una serie di eccezioni per ricerche di consenso, perquisizioni di veicoli a motore, prove in bella vista, circostanze urgenti, perquisizioni alle frontiere e in altre situazioni.
La regola dell'esclusione è un modo in cui l'emendamento viene applicato. Stabilita nel caso Weeks v. United States (1914), questa regola sostiene che le prove evidenti ottenute a seguito di una violazione del quarto emendamento sono generalmente inammissibili nei processi penali. Anche le prove scoperte in seguito a una perquisizione illegale possono essere inammissibili come "frutto dell'albero avvelenato". C'è una eccezione se inevitabilmente fossero state scoperte con mezzi legali.
Il quarto emendamento fu introdotto al Congresso nel 1789 da James Madison, insieme agli altri emendamenti della Carta dei diritti, in risposta alle obiezioni antifederaliste alla nuova Costituzione. Il Congresso presentò l'emendamento agli stati il 28 settembre 1789. Entro il 15 dicembre 1791, i tre quarti degli stati necessari lo avevano ratificato. Il 1º marzo 1792 il Segretario di Stato Thomas Jefferson annunciò che faceva ufficialmente parte della Costituzione.
Poiché la Carta dei diritti inizialmente non si applicava ai governi statali o locali e le indagini penali federali erano meno comuni nel primo secolo della storia della nazione, c'è poca giurisprudenza significativa per il quarto emendamento prima del XX secolo. Si è ritenuto che l'emendamento si applicasse ai governi statali e locali nel caso Mapp v. Ohio (1961) attraverso la Clausola del Giusto Processo del XIV emendamento.

## Testo
Il diritto delle persone alla sicurezza delle proprie persone, case, documenti ed effetti, contro perquisizioni e sequestri irragionevoli, non sarà violato, e nessun mandato sarà emesso, se non per causa probabile, supportata da giuramento o affermazione, e in particolare descrivente il luogo da perquisire e le persone o le cose da sequestrare.

## Contesto e storia

### Legge inglese

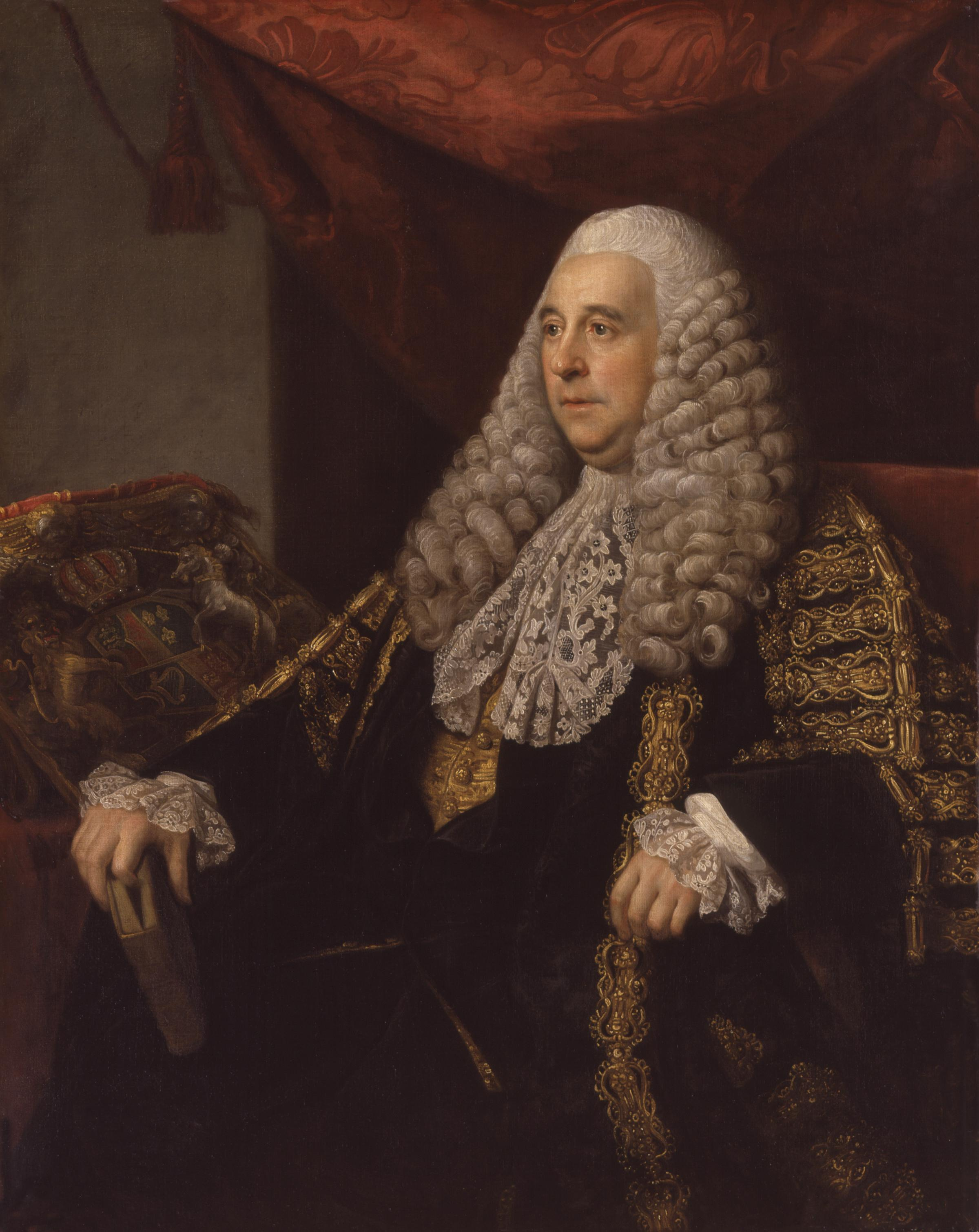
Charles Pratt, I conte di Camden stabilì il precedente della common law inglese contro i mandati di perquisizione generali.

Come molte altre aree del diritto americano, il quarto emendamento trova la sua origine nella dottrina legale inglese. Nel caso di Semayne (1604), Sir Edward Coke dichiarò: "La casa di ognuno è per lui come il suo castello e fortezza, sia per la sua difesa contro le ferite e la violenza che per il suo riposo". Il caso di Semayne riconosceva che il re non aveva un'autorità sfrenata per intromettersi nelle abitazioni dei suoi sudditi, ma riconosceva che agli agenti governativi era consentito condurre perquisizioni e sequestri a determinate condizioni quando il loro scopo era legale ed era stato ottenuto un mandato. Gli anni Sessanta del Settecento videro una crescita nell'intensità delle controversie contro gli ufficiali statali, che utilizzavano mandati generali e conducevano incursioni alla ricerca di materiali relativi alle pubblicazioni di John Wilkes. Il più famoso di questi casi coinvolse John Entick, nella cui casa venne fatta irruzione con la forza dal messaggero del re Nathan Carrington, insieme ad altri, in seguito ad un mandato emesso da George Montagu-Dunk, II conte di Halifax che li autorizzava a "effettuare una rigorosa e diligente ricerca del ...l'autore, o di una persona coinvolta nella stesura di diversi giornali settimanali molto sediziosi intitolati "The Monitor or British Freeholder, n. 257, 357, 358, 360, 373, 376, 378 e 380"; la ricerca risultò nel sequestro di carte stampate, opuscoli e altro materiale. Entick intentò una causa in Entick v Carrington, discussa davanti alla Corte del Re nel 1765. Charles Pratt, I conte di Camden stabilì che sia la perquisizione che il sequestro erano illegali, poiché il mandato autorizzava il sequestro di tutti i documenti di Entick, non solo di quelli criminali e perché il mandato non aveva una causa plausibile nemmeno per giustificare la perquisizione. Ritenendo che "[la nostra] legge considera la proprietà di ogni uomo così sacra, che nessun uomo può mettere il piede sui beni del suo vicino senza il suo permesso", Entick stabilì il precedente inglese secondo cui l'esecutivo è limitato nell'intrusione nella proprietà privata da parte del diritto comune.

### America coloniale
Le case nell’America coloniale, d’altra parte, non godevano della stessa sacralità delle loro controparti britanniche, perché la legislazione era stata scritta esplicitamente in modo da consentire l’applicazione delle politiche britanniche di riscossione delle entrate sulle dogane; fino al 1750, infatti, l'unico tipo di mandato definito nei manuali dei giudici di pace era il mandato generale. Durante quella che lo studioso William Cuddihy definì "l'epidemia coloniale di ricerche generali", le autorità possedevano un potere quasi illimitato di cercare qualsiasi cosa in qualsiasi momento, con pochissima supervisione.

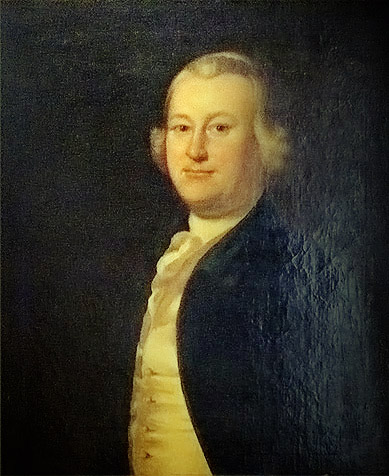
L'avvocato del Massachusetts James Otis protestò contro l'uso britannico dei mandati generali nelle colonie americane.

Nel 1756 la colonia del Massachusetts vietò l'uso di mandati generali. Ciò rappresentò la prima legge nella storia americana che limitava l'uso del potere di sequestro. La sua creazione derivava in gran parte dalla grande protesta pubblica per l'Excise Act del 1754, che conferiva agli esattori delle tasse poteri illimitati di interrogare i coloni riguardo al loro uso di merci soggette a dogana. L'atto consentiva anche l'uso di un mandato generale noto come atto di assistenza, che consentiva agli esattori delle tasse di perquisire le case dei coloni e sequestrare beni "proibiti ed esenti da dazio". Il 27 dicembre 1760 scoppiò una crisi per le richieste di assistenza, quando la notizia della morte di re Giorgio II il 23 ottobre giunse a Boston. Tutti i mandati scaddero automaticamente sei mesi dopo la morte del re, e avrebbero dovuto essere riemessi da Giorgio III, il nuovo re, per rimanere validi.
A metà gennaio 1761 un gruppo di più di cinquanta mercanti rappresentati da James Otis fece una petizione alla corte per avere udienze sulla questione. Durante l'udienza di cinque ore del 23 febbraio 1761, Otis denunciò con veemenza le politiche coloniali britanniche, inclusa la loro approvazione di mandati generali e atti di assistenza. Tuttavia, la corte si è pronunciata contro Otis. Il futuro presidente John Adams, che era presente in aula quando Otis parlò, considerò questi eventi come "la scintilla in cui ebbe origine la rivoluzione americana".
A causa del nome che si era fatto nell'attaccare gli atti, Otis fu eletto nella legislatura coloniale del Massachusetts e contribuì a approvare una legislazione che richiedeva che speciali atti di assistenza fossero "concessi da qualsiasi giudice o giudice di pace su informazioni sotto giuramento da qualsiasi funzionario delle dogane" e salvo tutti gli altri mandati. Il governatore annullò la legge, ritenendola contraria alla legge inglese e alla sovranità parlamentare.

Vedendo il pericolo rappresentato dai mandati generali, la Dichiarazione dei diritti della Virginia (1776) proibì esplicitamente l'uso dei mandati generali. Questo divieto divenne un precedente per il quarto emendamento:
Che i mandati generali con cui si può ordinare a qualsiasi ufficiale o messaggero di perquisire luoghi sospetti senza prove di un fatto commesso, o di sequestrare una o più persone non nominate, o il cui reato non è particolarmente descritto e sostenuto da prove, sono gravi, oppressivi e non dovrebbero essere concessi.
L'articolo XIV della Dichiarazione dei Diritti del Massachusetts, scritta da John Adams e promulgata nel 1780 come parte della Costituzione del Massachusetts, aggiungeva il requisito che tutte le ricerche devono essere "ragionevoli", e serviva come un'ulteriore base per il linguaggio del quarto emendamento:
Ogni soggetto ha il diritto di essere al sicuro da ogni irragionevole perquisizione e sequestro della sua persona, delle sue case, dei suoi documenti e di tutti i suoi beni. Tutti i mandati, pertanto, sono contrari a questo diritto, se la causa o il fondamento di essi non è previamente supportato da giuramento o dichiarazione e se l'ordine contenuto nel mandato rivolto a un ufficiale civile di effettuare perquisizioni in luoghi sospetti, o di arrestare una o più persone sospettate, o di sequestrare le loro proprietà, non è accompagnato da una designazione speciale delle persone o degli oggetti di perquisizione, arresto, o sequestro: e nessun mandato deve essere emesso se non nei casi e con le modalità prescritte dalle leggi.
Nel 1784 otto costituzioni statali contenevano una disposizione contro i mandati generali.

## Proposta e ratifica
Dopo diversi anni di governo relativamente debole sotto gli Articoli della Confederazione, una Convenzione costituzionale a Filadelfia propose una nuova costituzione il 17 settembre 1787, prevedendo un amministratore delegato più forte e altri cambiamenti. George Mason, un delegato della Convenzione Costituzionale e redattore della Dichiarazione dei Diritti della Virginia, di includere una Carta dei diritti che elencasse e garantisse le libertà civili. Altri delegati, tra cui il futuro redattore della Carta dei Diritti James Madison, non erano d'accordo, sostenendo che le garanzie statali esistenti sulle libertà civili erano sufficienti e che qualsiasi tentativo di enumerare i diritti individuali rischiava di implicare che altri diritti senza nome non fossero protetti. Dopo un breve dibattito, la proposta di Mason fu respinta con voto unanime delle delegazioni statali.

Affinché la Costituzione fosse ratificata, nove dei tredici stati dovevano approvarla nelle convenzioni statali. L'opposizione alla ratifica ("anti-federalismo") si basava in parte sulla mancanza di garanzie adeguate per le libertà civili. I sostenitori della Costituzione negli stati in cui il sentimento popolare era contrario alla ratifica (tra cui Virginia, Massachusetts e New York) proposero con successo che le loro convenzioni statali ratificassero la Costituzione e richiedano l'aggiunta di una Carta dei diritti. Quattro convenzioni statali proposero una qualche forma di restrizione all'autorità del nuovo governo federale di condurre perquisizioni.

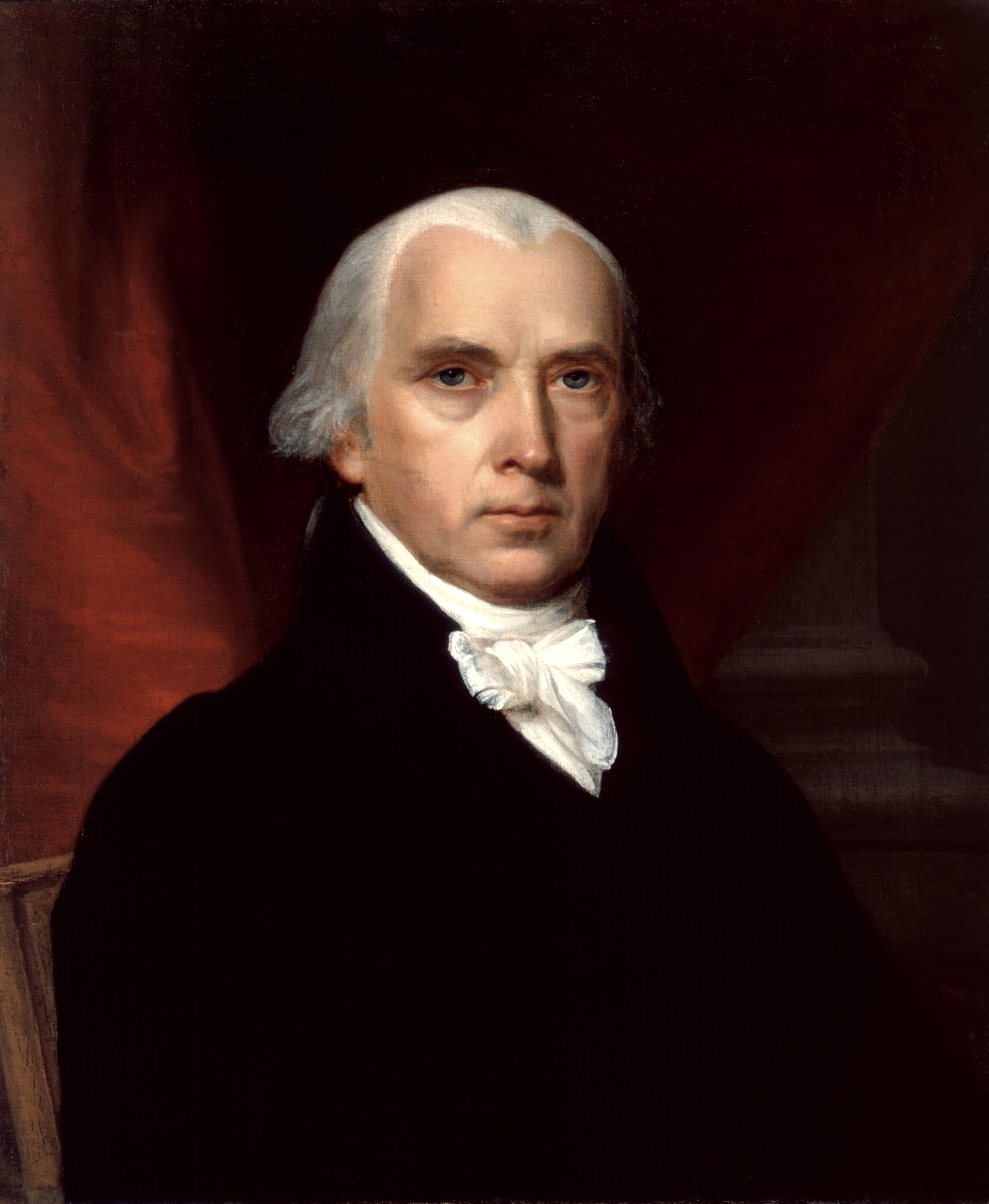
James Madison, estensore della Carta dei Diritti

Nel 1º Congresso degli Stati Uniti, a seguito della richiesta delle legislature statali, James Madison propose venti emendamenti costituzionali basati su carte statali dei diritti e fonti inglesi come la Carta dei diritti del 1689, compreso un emendamento che richiede una causa plausibile per le perquisizioni governative. Il Congresso ridusse i venti emendamenti proposti da Madison a dodici, con modifiche al linguaggio di Madison riguardo a perquisizioni e sequestri. Il linguaggio formale finale fu sottoposto agli stati per la ratifica il 25 settembre 1789.
Quando la Carta dei Ritti fu sottoposta alla ratifica degli Stati, le opinioni in entrambi i partiti erano cambiate Molti federalisti, che in precedenza si erano opposti alla Carta dei Diritti, ora sostenevano il disegno di legge come mezzo per mettere a tacere le critiche più efficaci degli antifederalisti. Molti antifederalisti, al contrario, ora si opponevano, rendendosi conto che l'adozione del disegno di legge avrebbe notevolmente ridotto le possibilità di una seconda convenzione costituzionale, che desideravano. Antifederalisti come Richard Henry Lee sostenevano anche che il disegno di legge lasciava intatte le parti più discutibili della Costituzione, come la magistratura federale e l'imposta diretta.
Il 20 novembre 1789, il New Jersey ratificò undici dei dodici emendamenti, tra cui il quarto. Il 19 dicembre 1789, il 22 dicembre 1789 e il 19 gennaio 1790, rispettivamente, il Maryland, la Carolina del Nord e la Carolina del Sud ratificarono tutti i dodici emendamenti. Il 25 e il 28 gennaio 1790, rispettivamente, il New Hampshire e il Delaware ratificarono undici dei dodici emendamenti del disegno di legge, compreso il quarto. Questo portò il totale degli Stati ratificanti a sei dei dieci richiesti, ma il processo si fermò in altri Stati: il Connecticut e la Georgia trovarono superflua una Carta dei Diritti e quindi si rifiutarono di ratificarla, mentre il Massachusetts ratificò la maggior parte degli emendamenti, ma non riuscì a inviare un avviso ufficiale al Segretario di Stato che lo aveva fatto: tutti e tre gli Stati avrebbero poi ratificato la Carta dei Diritti per le celebrazioni del centocinquantesimo anniversario nel 1939.
Dal febbraio al giugno 1790, New York, Pennsylvania e Rhode Island ratificarono ciascuno undici emendamenti, tra cui il quarto. La Virginia inizialmente rinviò il dibattito, ma dopo che il Vermont fu ammesso nell'Unione nel 1791, il numero totale di stati necessari per la ratifica salì a undici. Il Vermont ratificò il 3 novembre 1791, approvando tutti e dodici gli emendamenti seguito infine dalla Virginia il 15 dicembre 1791. Il Segretario di Stato Thomas Jefferson annunciò l'adozione dei dieci emendamenti ratificati con successo il 1º marzo 1792.

## Applicabilità
Il punto del quarto emendamento, che spesso non viene compreso dagli ufficiali zelanti, non è che esso nega alle forze dell’ordine il sostegno delle consuete deduzioni che gli uomini ragionevoli traggono dalle prove. La sua protezione consiste nel richiedere che tali conclusioni siano tratte da un magistrato neutrale e distaccato invece di essere giudicato dall'ufficiale impegnato nell'impresa spesso competitiva di scovare il crimine. Qualsiasi presupposto che prove sufficienti a sostenere la determinazione disinteressata di un magistrato ad emettere un mandato di perquisizione che giustificasse gli agenti a effettuare una perquisizione senza mandato, ridurrebbe l'emendamento alla nullità e lascerebbe le case delle persone sicure solo a discrezione degli agenti di polizia. Il crimine, anche nell'intimità del proprio alloggio, è, ovviamente, di grave preoccupazione per la società, e la legge consente che tale crimine venga raggiunto previa adeguata dimostrazione. Anche il diritto degli agenti di rinchiudersi in una casa è una grave preoccupazione, non solo per l’individuo, ma per una società che sceglie di vivere in ragionevole sicurezza e libera dalla sorveglianza. Quando il diritto alla privacy deve ragionevolmente cedere il passo al diritto di perquisizione, di norma, la decisione spetta a un ufficiale giudiziario, non a un poliziotto o a un agente governativo.

La Suprema Corte di Giustizia Robert H. Jackson nel parere della Corte Johnson v. Stati Uniti (1948)
Il quarto emendamento e i diritti personali che esso garantisce hanno una lunga storia. Il Bill of Rights in origine limitava solo il Governo Federale, e attraversò una lunga fase iniziale di "dormienza giudiziaria", nelle parole dello storico Gordon S. Wood, "Dopo la ratifica, la maggior parte degli americani si dimenticò subito dei primi dieci emendamenti alla Costituzione". La giurisdizione federale in materia di diritto penale fu ristretta fino alla fine del XIX secolo, quando furono approvate la Legge sul Commercio interstatale e lo Sherman Antitrust Act. Man mano che la giurisdizione penale federale si espandeva per includere altri settori come quello dei narcotici, alla Corte suprema degli Stati Uniti arrivarono sempre più domande sul quarto emendamento. La Corte Suprema ha risposto a queste domande affermando da un lato che i poteri del governo in materia di perquisizione e sequestro sono limitati dal quarto emendamento in modo da prevenire interferenze arbitrarie e oppressive da parte dei funzionari incaricati dell’applicazione della legge nella privacy e nella sicurezza personale degli individui e delineando dall'altro lo scopo fondamentale dell'emendamento di garantire "la privacy, la dignità e la sicurezza delle persone contro determinati atti arbitrari e invasivi da parte di funzionari del governo, indipendentemente dal fatto che l'attore governativo stia indagando sul crimine o svolgendo un'altra funzione". Proteggere la privacy e la dignità personale contro le intrusioni ingiustificate da parte dello Stato è la funzione prioritaria del quarto emendamento secondo la Corte nel caso Schmerber v. California (1966), perché "[l]a sicurezza della propria privacy contro le intrusioni arbitrarie da parte della polizia" è "al centro del quarto emendamento" e "fondamentale per una società libera". Facendo riferimento a precedenti storici come Entick v. Carrington (1765) e Boyd v. United States (1886), la Corte Suprema ha ritenuto nel caso Silverman v. United States (1961) che il fulcro del quarto emendamento è il diritto di ritirarsi nella propria casa e lì essere esenti da irragionevoli intrusioni governative. La Corte Suprema ha dichiarato nel caso Berger v. New York (1967) che le tutele del quarto emendamento includono la "conversazione" e non sono limitate a "persone, case, documenti ed effetti". La Corte d'Appello di New York osservava nel 1975: "Lo scopo fondamentale delle tutele costituzionali contro perquisizioni e sequestri illegali è quello di salvaguardare la privacy e la sicurezza di ogni persona contro ogni intrusione arbitraria da parte del governo. Pertanto, ogni volta che un'intrusione nella sicurezza e nella privacy dell'individuo viene compiuta con intento molesto o è basata su mero capriccio o vana curiosità, è violato lo spirito della Costituzione e la parte lesa può invocare la norma escludente o forme adeguate di ricorso civile" In vista del caso Camara v. Municipal Court (1967), la Corte Suprema ha osservato nel caso Torres v. Madrid (2021) che l'obiettivo del quarto emendamento è la privacy e la sicurezza degli individui, non il modo particolare di invasione arbitraria da parte di funzionari governativi. In Mapp v. Ohio (1961) la Corte Suprema ha stabilito che il quarto emendamento vale per gli Stati attraverso la Clausola del giusto processo del XIV emendamento.
L’effetto del quarto emendamento è quello di sottoporre i tribunali degli Stati Uniti e i funzionari federali, nell’esercizio del loro potere e della loro autorità, a limitazioni e restrizioni per quanto riguarda l’esercizio di tale potere e autorità, e di proteggere per sempre le persone, la loro persone, case, documenti ed effetti, contro ogni irragionevole perquisizione e sequestro sotto forma di legge. Questa protezione raggiunge tutti allo stesso modo, accusati o meno di crimine, e il dovere di darle forza ed effetto è obbligatorio per tutti coloro ai quali, secondo il nostro sistema federale, è affidata l'applicazione delle leggi. La tendenza di coloro che eseguono le leggi penali del Paese a ottenere condanne mediante sequestri illegali e confessioni forzate, queste ultime spesso ottenute dopo aver sottoposto gli imputati a pratiche ingiustificate lesive dei diritti garantiti dalla Costituzione federale, non dovrebbe trovare sanzione nella sentenze dei tribunali, che sono in ogni momento incaricati del sostegno della Costituzione, e ai quali le persone di tutte le condizioni hanno il diritto di appellarsi per il mantenimento di tali diritti fondamentali.

La Suprema Corte di Giustizia William R. Day nel parere della Corte in Weeks v. Stati Uniti (1914).
La giurisprudenza relativa al quarto emendamento affronta tre questioni centrali: quali attività governative costituiscono "perquisizione" e "sequestro"; che cosa costituisce fondato motivo per queste azioni; come dovrebbero essere affrontate le violazioni dei diritti del quarto emendamento. Il testo dell'emendamento è breve e la maggior parte delle norme che determinano cosa costituisce una perquisizione e un sequestro illegali si trovano nelle sentenze dei tribunali.  Le brevi definizioni dei termini "perquisizione" e "sequestro" sono state riassunte concisamente nel caso Stati Uniti v. Jacobsen, in cui si afferma che il quarto emendamento:
"La dottrina della perquisizione e dei sequestri del quarto emendamento implica un complesso compromesso tra la sicurezza pubblica e il diritto costituzionale alla libertà personale". Il quarto emendamento richiede in genere "un'autorità neutrale e distaccata interposta tra la polizia e il pubblico", ed è offeso dai "mandati generali" e leggi che consentono di condurre perquisizioni "indiscriminatamente e senza riguardo alla loro connessione con [il] crimine sotto inchiesta", poiché lo "Scopo fondamentale del quarto emendamento, che è applicabile contro gli Stati attraverso il quattordicesimo, conil suo divieto di 'irragionevoli' sequestri e perquisizioni, è quello di salvaguardare la privacy e la sicurezza degli individui contro invasioni arbitrarie da parte di funzionari governativi".
Si è ritenuto che il quarto emendamento significhi che una perquisizione o un arresto generalmente richiedono un mandato sanzionato giudizialmente, perché la regola fondamentale ai sensi del quarto emendamento è che gli arresti e le "perquisizioni condotte al di fuori del processo giudiziario, senza previa approvazione da parte del giudice o del magistrato, sono di per sé irragionevoli ai sensi del quarto emendamento, soggetto solo a poche eccezioni specificatamente stabilite e ben delineate". Affinché tale mandato possa essere considerato ragionevole, deve essere supportato da una causa probabile ed essere limitato nella portata in base alle informazioni specifiche fornite da una persona (di solito un agente delle forze dell'ordine) che ha prestato giuramento ed è quindi responsabile nei confronti del tribunale di emissione. Laddove non esistesse una pratica chiara, che approvasse o disapprovasse il tipo di perquisizione in questione, al momento in cui la disposizione costituzionale fu promulgata, la "ragionevolezza" di una perquisizione viene giudicata bilanciando l'intrusione negli interessi del quarto emendamento contro la promozione di legittimi interessi governativi. La Corte Suprema ha inoltre affermato nel caso Chandler v. Miller (1997): "Per essere ragionevole in base al quarto emendamento, una perquisizione ordinariamente deve essere basata sul sospetto individuale di illecito. Ma particolari eccezioni alla regola principale sono talvolta giustificate sulla base di “esigenze speciali, che vanno oltre la normale necessità di applicazione della legge”. ...Quando vengono addotte tali “esigenze speciali", i tribunali devono intraprendere un'indagine specifica al contesto, esaminando attentamente gli interessi pubblici e privati concorrenti avanzati dalle parti". La ragionevolezza di qualsiasi particolare perquisizione e sequestro secondo la Corte Suprema nel caso Terry v. Ohio (1968) deve essere valutata alla luce delle particolari circostanze rispetto allo standard secondo cui un uomo con ragionevole cautela è giustificato nel ritenere che l'azione intrapresa fosse appropriata. L'emendamento si applica alle perquisizioni e ai sequestri governativi, ma non a quelli effettuati da privati cittadini o organizzazioni che non agiscono per conto di un governo. Nel caso Ontario v. Quon (2010), la Corte ha applicato l'emendamento ad un'amministrazione municipale nella sua qualità di datore di lavoro, stabilendo che la città dell'Ontario non aveva violato i diritti del quarto emendamento degli agenti di polizia municipali ottenendo dalla società di comunicazioni e rivedendo trascrizioni di messaggi di testo inviati utilizzando cercapersone forniti dal governo.

### Perquisizione

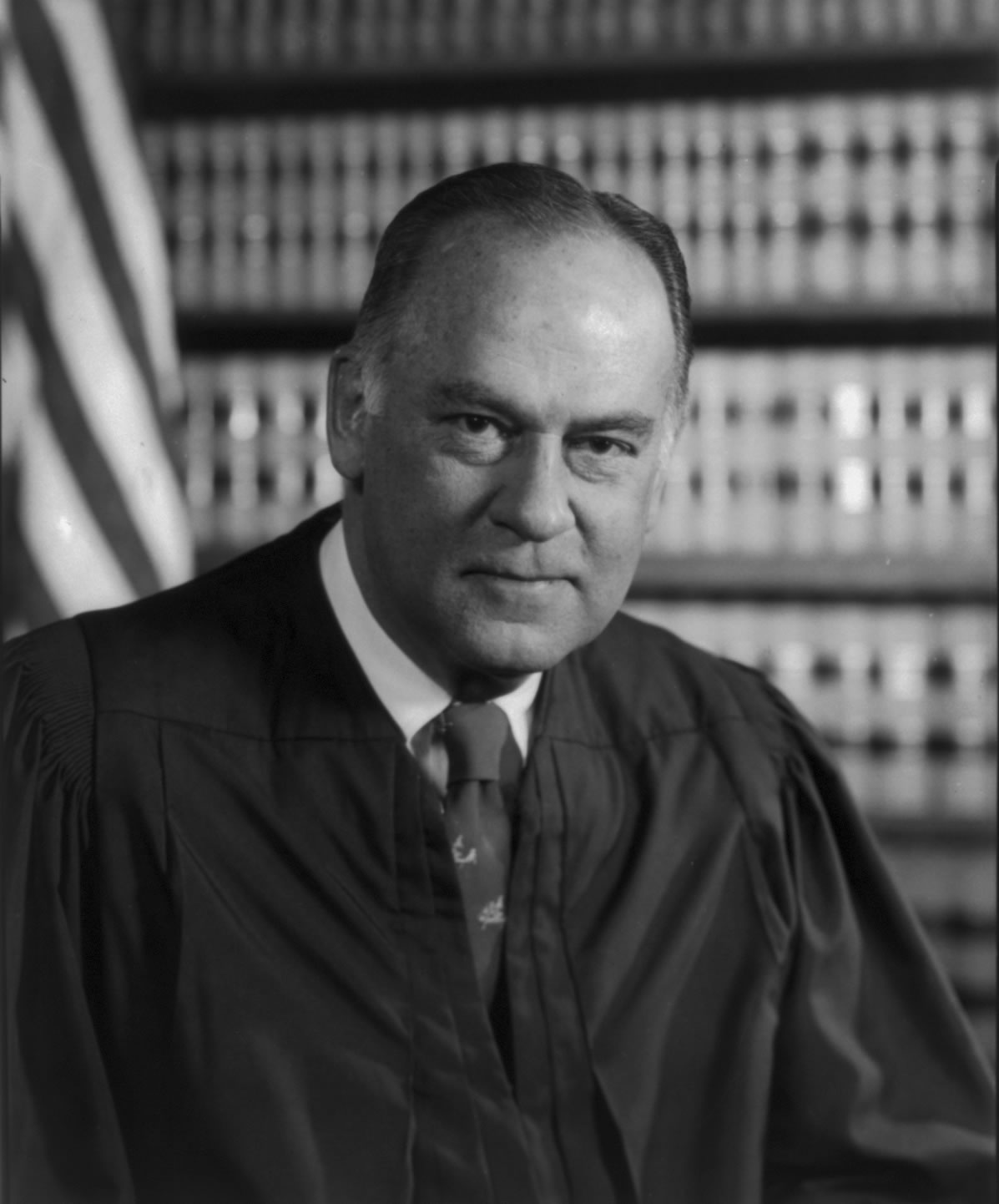
Potter Stewart ha scritto la decisione di maggioranza in Katz v. Stati Uniti, che ha ampliato le protezioni del quarto emendamento alla sorveglianza elettronica.

Una questione fondamentale nella giurisprudenza del quarto emendamento è se si sia verificata una "perquisizione". La giurisprudenza iniziale del quarto emendamento si basava sui diritti di proprietà di un cittadino, cioè quando il governo si intromette fisicamente in "persone, case, documenti o effetti" allo scopo di ottenere informazioni, si è verificata una "perquisizione" ai sensi del quarto emendamento. All'inizio del XX secolo le decisioni della Corte, come Olmstead v. United States (1928), hanno ritenuto che i diritti del quarto emendamento si applicavano in caso di intrusione fisica, ma non ad altre forme di sorveglianza della polizia (ad esempio, le intercettazioni telefoniche). In Silverman v. United States (1961), la Corte stabilì a proposito dell'emendamento che «al centro sta il diritto di un uomo di ritirarsi nella propria casa e di essere libero da irragionevoli intrusioni governative».
Le protezioni del quarto emendamento si espansero in modo significativo con Katz v. United States (1967). Nel caso Katz, la Corte Suprema l'attenzione per abbracciare il diritto alla privacy dell'individuo e ha stabilito che era avvenuta una perquisizione quando il governo aveva intercettato una cabina telefonica utilizzando un microfono attaccato all'esterno del vetro. Sebbene non vi sia stata alcuna intrusione fisica nella cabina, la Corte ha argomentato che: 1) Katz, entrando nella cabina e chiudendo la porta dietro di sé, aveva manifestato la sua aspettativa che "le parole che pronuncia nel microfono non saranno trasmesse al mondo", e 2) la società ritiene che la sua aspettativa fosse ragionevole. Il giudice Potter Stewart scrisse nell'opinione della maggioranza che "il quarto emendamento protegge le persone, non i luoghi". Una "perquisizione" si verifica ai fini del quarto emendamento quando il governo viola la "ragionevole aspettativa di privacy" di una persona. La ragionevole aspettativa di privacy di Katz fornì quindi la base per stabilire che l'intrusione del governo, sebbene elettronica piuttosto che fisica, era una perquisizione coperta dal quarto emendamento e quindi necessitava di un mandato. La Corte ha dichiarato di non riconoscere alcun diritto generale alla privacy nel quarto emendamento e che questa intercettazione avrebbe potuto essere autorizzata se fossero state seguite le procedure adeguate.
Questa decisione nel caso Katz fu successivamente sviluppata nell'ormai comunemente usato test a due poli, adottato nel caso Smith v. Maryland (1979), per determinare se è stata effettuata una ricerca ai fini del quarto emendamento:
1. una persona "ha mostrato un'effettiva (soggettiva) aspettativa di privacy" e
2. la società è pronta a riconoscere che questa aspettativa è (oggettivamente) ragionevole.
La Corte Suprema ha stabilito che il quarto emendamento non si applica alle informazioni che sono condivise volontariamente con terze parti. Nel caso Smith, la Corte ha ritenuto che gli individui non hanno alcuna "legittima aspettativa di privacy" per quanto riguarda i numeri di telefono che compongono perché forniscono consapevolmente tali informazioni alle compagnie telefoniche quando compongono un numero. Tuttavia, sotto Carpenter v. United States (2018), gli individui hanno una ragionevole aspettativa di privacy ai sensi del quarto emendamento per quanto riguarda i registri dei telefoni cellulari, anche se essi stessi consegnato tali informazioni a "terzi" (ovvero alle società di telefonia cellulare). Prima della sentenza Carpenter, le forze dell'ordine erano in grado di recuperare le informazioni sulla posizione del sito del cellulare (CSLI) che includevano dove un utente di telefono cellulare aveva viaggiato per molti mesi e con quali altri utenti di telefono cellulare si era associato. Carpenter v. United States costituisce un caso emblematico perché ha leggermente ristretto la dottrina della terza parte, richiedendo così alle forze dell'ordine di ottenere un mandato di perquisizione prima di ricevere i documenti CSLI. "Nella decisione 5-4 [Carpenter], la Corte si è pronunciata 'strettamente' a favore della privacy, ritenendo che il governo avesse costituzionalmente violato la ragionevole aspettativa di privacy del signor Carpenter acquisendo queste informazioni private senza un mandato".
Dopo Katz la stragrande maggioranza dei casi di perquisizione nel quarto emendamento hanno trasformato il diritto alla privacy, ma nel caso United States v. Jones (2012), la Corte ha stabilito che lo standard Katz non sostituisce la giurisprudenza precedente, ma piuttosto, l'ha integrata. Nel caso Jones gli agenti delle forze dell'ordine avevano attaccato un dispositivo GPS all'esterno di un'auto all'insaputa e senza il consenso di Jones. La Corte ha concluso che Jones era un depositario dell'auto e così aveva un interesse di proprietà sull'auto. Pertanto, poiché l'intrusione nel veicolo, una entrata abusiva della common law, aveva lo scopo di ottenere informazioni, la Corte ha stabilito che si trattava di una perquisizione ai sensi del quarto emendamento. La Corte ha utilizzato un ragionamento simile di "violazione" nel caso Florida v. Jardines (2013), per stabilire che portare un cane da rilevamento antidroga per annusare davanti alla porta di una casa era una perquisizione.
In molte situazioni, le forze dell'ordine possono effettuare una perquisizione quando hanno un ragionevole sospetto di attività criminale, anche se non è sufficiente per un arresto. Secondo Terry v. Ohio (1968), agli agenti delle forze dell'ordine è consentito condurre una perquisizione limitata senza mandato con un livello di sospetto inferiore alla causa probabile in determinate circostanze. Nel caso Terry, la Corte Suprema ha stabilito che quando un agente di polizia è testimone di una "condotta insolita" che lo porta a credere ragionevolmente "che possa essere in corso un'attività criminale", che la persona sospetta abbia un'arma e che la persona sia attualmente pericolosa per l'agente o per altri, l'ufficiale può condurre una perquisizione ("perquisire" la persona) per determinare se la persona porta con sé un'arma. Questa detenzione e perquisizione è nota come fermo e perquisizione. Per condurre una perquisizione, gli agenti devono essere in grado di indicare fatti specifici e articolabili che, presi insieme alle deduzioni razionali da tali fatti, giustificano ragionevolmente le loro azioni. Come stabilito nel caso Florida v. Royer (1983), tale perquisizione deve essere temporanea e l'interrogatorio deve essere limitato allo scopo del fermo (ad esempio, agenti che fermano una persona perché hanno il ragionevole sospetto di credere che la persona stesse guidando un'auto rubata), non possono, dopo aver confermato che non è stata rubata, costringere la persona a rispondere a domande su qualsiasi altra cosa, come il contrabbando..

### Sequestro
Il quarto emendamento vieta il sequestro irragionevole di qualsiasi persona, della sua abitazione (compreso il suo terreno adiacente) o di beni mobili senza mandato. Un sequestro di proprietà si verifica quando c'è "una certa interferenza significativa con gli interessi di possesso di un individuo su quella proprietà", come quando gli agenti di polizia sottraggono proprietà personali a un proprietario per utilizzarle come prova o quando partecipano a uno sfratto. L'emendamento tutela anche contro il sequestro irragionevole di persone, compresa la breve detenzione.
Un sequestro non avviene solo perché il governo interroga un individuo in un luogo pubblico. La regola dell'esclusione non impedirebbe che le risposte volontarie a tali domande vengano fornite come prova in un successivo procedimento penale. La persona non viene sequestrata se la sua libertà di movimento non è limitata. Il governo non può detenere un individuo nemmeno momentaneamente senza motivi ragionevoli e oggettivi, con poche eccezioni. Il suo rifiuto di ascoltare o di rispondere non fornisce di per sé tali motivi.
Nel caso United States v. Mendenhall (1980), la Corte ha ritenuto che una persona viene sequestrata solo quando, mediante l'uso della forza fisica oppure una dimostrazione di autorità, la sua libertà di movimento è limitata e, nelle circostanze dell'incidente, una persona ragionevole potrebbe credere di non essere libero di andarsene. Nel caso Torres v. Madrid (2021), una persona è considerata sequestrata in seguito all'uso della forza fisica con l'intento di trattenere, anche se riesce a scappare. Nel caso Florida v. Bostick (1991), la Corte ha stabilito che finché la polizia non trasmette un messaggio secondo cui è richiesto il rispetto delle loro richieste, il contatto con la polizia è un "incontro con i cittadini" che non rientra nelle protezioni del quarto emendamento. Se una persona rimane libera di ignorare gli interrogatori del governo, non vi è stato alcun sequestro e quindi nessuna intrusione nella privacy della persona ai sensi del quarto emendamento.
Quando una persona viene arrestata e presa in custodia dalla polizia, è stata sequestrata: vale a dire, una persona ragionevole ammanettata e messa nel retro di un'auto della polizia non penserebbe di essere libera di andarsene. Una persona sottoposta a un blocco del traffico di routine, invece, è stata sequestrata, ma non è "arrestata" perché i fermi stradali sono un incontro relativamente breve e sono più analoghi a un arresto di Terry stop che a un arresto formale. Se una persona non è sospettata di comportamento illegale, le forze dell'ordine non possono arrestare una persona semplicemente perché questa persona non desidera dichiarare la propria identità, a condizione che specifiche normative statali non lo specifichino. Una perquisizione accessoria a un arresto che non è consentita dalla legge statale non viola il quarto emendamento, a condizione che l'ufficiale che ha effettuato l'arresto abbia una causa plausibile. Nel caso Maryland v. King (2013), la Corte ha confermato la costituzionalità del prelievo di DNA da parte della polizia dopo arresti per crimini gravi, seguendo lo stesso ragionamento che consente alla polizia di prendere impronte digitali o fotografie di coloro che arrestano e detengono.

#### Eccezione
Il governo non può detenere un individuo nemmeno momentaneamente senza un sospetto ragionevole e articolabile, con poche eccezioni. Nel caso Delaware v. Prouse (1979), la Corte ha stabilito che un agente ha effettuato un sequestro illegale quando ferma un'automobile e trattiene il conducente per controllare la sua patente di guida e la registrazione dell'automobile, perché l'agente non ha parole articolabili e ragionevole sospetto che un automobilista sia senza patente o che un'automobile non sia immatricolata, o che il veicolo o un occupante siano altrimenti soggetti a sequestro per violazione di legge.
Laddove il bisogno della società è grande, non sono disponibili altri mezzi efficaci per soddisfarlo e l'intrusione nella privacy delle persone è minima, alcuni posti di blocco discrezionali a tal fine possono trattenere brevemente gli automobilisti. Nel caso United States v. Martinez-Fuerte (1976), la Corte Suprema ha consentito posti di controllo sull'immigrazione senza discrezionalità. Nel caso del Dipartimento di Polizia di Stato del Michigan contro Sitz (1990), la Corte Suprema ha consentito posti di blocco di sobrietà senza discrezione. Nel caso Illinois v. Lidster (2004), la Corte Suprema ha consentito controlli informativi mirati. Tuttavia, nel caso City of Indianapolis v. Edmond (2000), la Corte Suprema ha stabilito che i posti di blocco discrezionali o i posti di blocco generali per la lotta alla criminalità non sono consentiti.

### Mandato
Secondo il quarto emendamento, le forze dell'ordine devono ricevere un permesso scritto da una corte di giustizia o da un magistrato qualificato, per cercare e sequestrare legalmente le prove durante l'indagine su attività criminali. Un tribunale concede il permesso emettendo un atto noto come mandato. Una perquisizione o un sequestro è generalmente irragionevole e incostituzionale se condotto senza un mandato valido e la polizia deve ottenere un mandato ogni volta che è possibile. Le perquisizioni e i sequestri senza mandato non sono considerati irragionevoli se si applica una delle eccezioni specificamente stabilite e ben definite al requisito del mandato. Queste eccezioni si applicano "[solo] in quelle circostanze eccezionali in cui esigenze particolari, al di là della normale necessità di applicazione della legge, rendono impraticabile il requisito del mandato e della causa probabile".
In queste situazioni, quando il requisito del mandato non si applica a una perquisizione o un sequestro devono comunque essere giustificati da qualche sospetto individuale di illecito. Tuttavia, la Corte Suprema degli Stati Uniti ha fatto un'eccezione al requisito del sospetto individualizzato. La sentenza ha stabilito che: "In circostanze limitate, quando gli interessi della vita privata implicati dalla ricerca sono minimi e dove un importante interesse governativo promosso dall'intrusione sarebbe messo in pericolo da un requisito di individualizzato sospetto" una perquisizione [o un sequestro] sarebbe comunque ragionevole.

### Fondato motivo
La Corte Suprema nel caso Berger v. New York (1967) ha spiegato che lo scopo del requisito della causa probabile del quarto emendamento è quello di tenere lo Stato fuori dalle aree costituzionalmente protette finché non abbia motivo di credere che un crimine specifico sia stato o sia in corso di esecuzione. Gli standard relativi alla causa probabile differiscono per un arresto e una perquisizione. Il governo ha fondati motivi per effettuare un arresto quando "i fatti e le circostanze di cui era a conoscenza e di cui disponeva di informazioni ragionevolmente attendibili" avrebbero portato una persona prudente a credere che la persona arrestata avesse commesso o stesse commettendo un crimine. La probabile causa dell'arresto deve esistere prima che l'arresto venga effettuato. Le prove ottenute dopo l'arresto potrebbero non essere valide retroattivamente per giustificare l'arresto.
Quando la polizia effettua una perquisizione, l'emendamento richiede che il mandato stabilisca motivi fondati per ritenere che la perquisizione rivelerà attività criminali o contrabbando. Essi devono avere motivi giuridicamente sufficienti per ritenere necessaria una perquisizione. Nel caso Carroll v. United States (1925), la Corte Suprema ha affermato che la probabile causa di perquisizione è uno standard flessibile e basato sul buon senso. A tal fine, la Corte stabilì nel caso Dumbra v. United States (1925) che il termine causa probabile significa "meno di una prova che giustificherebbe la condanna", ribadendo l'affermazione di Carroll che richiede semplicemente che i fatti a disposizione dell'ufficiale "garantiscano un uomo di ragionevole cautela" nella convinzione che determinati oggetti possano essere oggetto di contrabbando o proprietà rubate o utili come prova di un reato. Non richiede alcuna dimostrazione che tale convinzione sia corretta o più probabilmente vera che falsa. Ciò che è richiesto è una probabilità "pratica, non tecnica" che vi siano prove incriminanti. Nel caso Illinois v. Gates (1983), la Corte ha stabilito che l'affidabilità di un informatore deve essere determinata sulla base della "totalità delle circostanze".

## Deroghe all'obbligo del mandato.

### Consenso
Se una parte dà il consenso alla perquisizione, non è necessario un mandato. Ci sono eccezioni e complicazioni alla regola, inclusa la portata del consenso prestato, se il consenso è dato volontariamente e se un individuo ha il diritto di acconsentire alla perquisizione della proprietà di un altro. Nel caso Schneckloth v. Bustamonte (1973), la Corte ha stabilito che la ricerca del consenso è ancora valida anche se la polizia non informa l'indagato del suo diritto di rifiutare la perquisizione. Ciò contrasta con i Diritti del quinto emendamento, per il quale non è possibile rinunciare senza un esplicito avvertimento Miranda da parte della polizia.
La Corte ha stabilito nel caso United States v. Matlock (1974) che un terzo cooccupante potrebbe dare il consenso per una perquisizione senza violare i diritti del quarto emendamento di un sospettato. Tuttavia, nel caso Georgia v. Randolph (2006), la Corte suprema ha stabilito che quando due cooccupanti sono entrambi presenti, uno consenziente e l'altro che rifiuta la perquisizione di una residenza condivisa, la polizia non può effettuare una perquisizione di quella residenza all'interno del eccezione del consenso al requisito del mandato. Secondo la sentenza della Corte nel caso Illinois v. Rodriguez (1990), una ricerca di consenso è ancora considerata valida se la polizia accetta in buona fede il consenso di un'"autorità apparente," anche se in seguito si scopre che tale parte non ha autorità sulla proprietà in questione. Un caso significativo su questo argomento è Stoner v. California, in cui la Corte stabilì che gli agenti di polizia non potevano fare affidamento in buona fede sull'autorità apparente di un impiegato di un albergo per acconsentire alla perquisizione della camera di un ospite.

### Visione in chiaro e campi aperti
Secondo la dottrina della visione in chiaro come definita in Coolidge v. New Hampshire (1971), se un ufficiale è legalmente presente, può sequestrare oggetti che sono "in bella vista". Tuttavia l'ufficiale deve aver avuto fondati motivi per credere che gli oggetti siano di contrabbando e l'origine criminale dell'oggetto in bella vista deve essere ovvia per sua stessa natura. Nel caso Arizona v. Hicks, la Corte Suprema ha ritenuto che un ufficiale fosse andato oltre la dottrina della visione in chiaro quando aveva spostato un giradischi per visualizzarne il numero di serie e confermare che il giradischi era stato rubato. "Una perquisizione è una perquisizione", proclamò la Corte, "anche se capita di non scoprire altro che il fondo di un giradischi".
Allo stesso modo, "campi aperti" come pascoli, acque libere e boschi possono essere perquisiti senza un mandato, sulla base del fatto che la condotta ivi avvenuta non avrebbe alcuna ragionevole aspettativa di privacy. La dottrina fu articolata per la prima volta dalla Corte nel caso Hester v. United States (1924), la quale stabilì che "la protezione speciale accordata dal quarto emendamento alla gente nelle loro 'persone, case, carte ed effetti' non è estesa ai campi aperti".

Nel caso Oliver v. United States (1984), la polizia ignorò un segnale di "divieto di accesso" e una recinzione, entrò nel terreno del sospettato senza un mandato, seguì un sentiero per centinaia di piedi e scoprì un campo di marijuana. La Corte Suprema stabilì che non era stata effettuata alcuna perquisizione, perché non vi era alcuna aspettativa di privacy riguardo a un campo aperto:
i campi aperti non offrono l'ambiente per le attività intime che l'emendamento è destinato a proteggere dall'interferenza o dalla sorveglianza del governo. Non vi è alcun interesse sociale nel proteggere la privacy di quelle attività, come la coltivazione dei raccolti, che si svolgono in campi aperti.
Mentre i campi aperti non sono protetti dal quarto emendamento, il cortile, o area esterna immediatamente circostante la casa, è protetta. I tribunali hanno trattato questa zona come un'estensione della casa e, in quanto tale, soggetta a tutte le protezioni di privacy concesse alla casa di una persona, a differenza dei campi aperti di una persona, sotto il quarto emendamento. Il cortile è "intimamente legato alla casa, sia fisicamente che psicologicamente" ed è il luogo dove "le aspettative di privacy sono più elevate". Tuttavia i tribunali hanno ritenuto che la sorveglianza aerea di un cortile non sia inclusa nelle protezioni da perquisizione ingiustificata, purché lo spazio aereo sopra il cortile stesso sia generalmente accessibile al pubblico. Un'area è considerata un cortile se "ospita l'attività intima associata alla santità della casa di un uomo e le privazioni della vita". I tribunali prendono questa decisione esaminando "se l'area è compresa in un recinto che circonda la casa, la natura degli usi cui è destinata e le misure prese dal residente per proteggere l'area da osservazione da parte di persone che passano". La Corte ha riconosciuto che un campanello o un bussare è in genere trattato come un invito, o una licenza, al pubblico di avvicinarsi alla porta d'ingresso della casa per consegnare posta, vendere merci, sollecitare opere di carità, ecc. Questa licenza si estende alla polizia, che ha il diritto di provare a coinvolgere un occupante della casa in un "bussare e parlare" per raccogliere prove senza mandato. Tuttavia non possono portare un cane di rilevamento della droga a sniffare alla porta d'ingresso di una casa senza un mandato o il consenso del proprietario o residente della casa.

### Circostanza rilevante
Gli agenti delle forze dell'ordine possono anche condurre perquisizioni senza mandato in diversi tipi di circostanze urgenti in cui ottenere un mandato è pericoloso o poco pratico. Secondo Terry v. Ohio (1968) la polizia è autorizzata a perquisire i sospetti per le armi. La Corte ha anche autorizzato una perquisizione di persone arrestate in Weeks v. United States (1914) per preservare le prove che altrimenti potrebbero essere distrutte e per garantire che i sospetti fossero disarmati. In Carroll v. United States (1925) la Corte ha stabilito che gli agenti di polizia possono perquisire un veicolo che sospettano trasportare merci contrabbandate senza un mandato. La Corte ha permesso di prelevare sangue senza un mandato da sospetti ubriachi alla guida in Schmerber v. California (1966) per il motivo che il tempo necessario per ottenere un mandato consentirebbe al sospetto di ridurre il contenuto di alcol nel sangue, sebbene questo sia stato successivamente modificato da Missouri v. McNeely (2013). Warden v. Hayden (1967) ha previsto un'eccezione al requisito del mandato se gli ufficiali erano all'"inseguimento" di un sospetto.
Un sottoinsieme di circostanze urgenti è la discussa eccezione della custodia della comunità.

### Veicoli a motore
La Corte suprema ritenuto che le persone che viaggiano in automobile hanno una ridotta aspettativa di privacy, perché (1) i veicoli generalmente non servono come residenze o depositi di effetti personali, e (2) i veicoli "possono essere rapidamente spostati fuori dalla località o dalla giurisdizione in cui si trovano alla quale occorre richiedere il mandato". I veicoli non possono essere fermati e perquisiti a caso; deve esserci una causa probabile o un ragionevole sospetto di attività criminale. Gli oggetti in bella vista possono essere sequestrati; possono essere perquisite anche aree che potrebbero potenzialmente nascondere armi. Con probabili motivi per ritenere che siano presenti prove, gli agenti di polizia possono perquisire qualsiasi area del veicolo. Tuttavia, non possono estendere la perquisizione ai passeggeri del veicolo senza un valido motivo per perquisire tali passeggeri o il loro consenso. Nel caso Collins v. Virginia (2018), la Corte ha stabilito che l'eccezione relativa ai veicoli a motore non si applica alle perquisizioni di veicoli parcheggiati all'interno del cortile di una residenza.
Nel caso Arizona v. Gant (2009), la Corte ha stabilito che un agente delle forze dell'ordine ha bisogno di un mandato prima di perquisire un veicolo a motore dopo l'arresto di un occupante di quel veicolo, a meno che 1) al momento della perquisizione la persona arrestata non sia protetta e si trovi a una distanza tale da raggiungere l'abitacolo del veicolo o 2) gli agenti di polizia abbiano motivo di ritenere che nel veicolo saranno trovate prove del reato per il quale la persona è stata arrestata.

### Perquisizioni in seguito ad un arresto legittimo
Una regola di common law dalla Gran Bretagna permette le perquisizioni successive a un arresto senza mandato. Questa regola è stata applicata nel diritto americano e ha una lunga storia di diritto comune. La giustificazione di tale perquisizione è impedire che l'individuo arrestato 1.) distrugga le prove o 2.) utilizzi un'arma contro l'ufficiale che ha arrestato disarmando il sospettato. La Corte Suprema degli Stati Uniti ha stabilito che "entrambe le giustificazioni per l'eccezione di perquisizione-arresto sono assenti e la regola non si applica" quando "non esiste alcuna possibilità" che il sospettato possa avere accesso a un'arma o distruggere prove. Nel caso Trupiano v. United States (1948), la Corte suprema ha stabilito che "una perquisizione o un sequestro senza mandato come conseguenza di un arresto legale è sempre stato considerato un diritto strettamente limitato. Nasce dalle necessità intrinseche della situazione al momento dell'arresto. Ma deve esserci qualcosa di più in termini di necessità che un semplice arresto legittimo". Nel caso United States v. Rabinowitz (1950), la Corte annullò Trupiano, ritenendo invece che l'opportunità degli agenti di ottenere un mandato non fosse rilevante per la ragionevolezza di una perquisizione rispetto a un arresto. Rabinowitz ha suggerito che qualsiasi area sotto il "controllo immediato" dell'arrestato potesse essere perquisita, ma non ha definito il termine. Nel decidere Chimel v. California (1969), la Corte Suprema ha chiarito le sue precedenti decisioni. Ha ritenuto che quando viene effettuato un arresto, è ragionevole che l'ufficiale perquisisca l'arrestato alla ricerca di armi e prove. Tuttavia, nel caso Riley v. California (2014), la Corte Suprema ha stabilito all'unanimità che la polizia deve ottenere un mandato per perquisire il telefono cellulare di un arrestato. La Corte ha affermato che le precedenti decisioni della Corte Suprema che autorizzavano perquisizioni in occasione di un arresto senza mandato non si applicano ai "moderni cellulari, che sono ora una parte così pervasiva e insistente della vita quotidiana che il proverbiale visitatore da Marte potrebbe concludere che siano una caratteristica importante dell'anatomia umana" e ha osservato che i cellulari dei cittadini statunitensi oggi contengono in genere "una registrazione digitale di quasi ogni aspetto della loro vita, da quello banale a quello intimo".

### Eccezione per perquisisizione di frontiera
Le perquisizioni condotte al confine degli Stati Uniti o all'equivalente del confine (come un aeroporto internazionale) possono essere condotte senza un mandato o una causa probabile, salvo l'eccezione relativa alla perquisizione di confine. La maggior parte delle perquisizioni alle frontiere possono essere condotte in modo del tutto casuale, senza alcun livello di sospetto, secondo l’autorità di ricerca plenaria della United States Customs and Border Protection. Tuttavia, le perquisizioni che invadono la dignità personale e gli interessi della privacy del viaggiatore, come le perquisizioni a mano nuda e quelle delle cavità corporee, devono essere supportate da "ragionevole sospetto". Le Corti d'appello degli Stati Uniti d'America per il quarto e nono circuito hanno stabilito che le informazioni contenute nel materiale elettronico di un viaggiatore, compresi i file personali presenti su un computer portatile, possono essere ricercate in modo casuale, senza sospetti.

### Eccezione di sorveglianza dei servizi segreti stranieri
La decisione della Corte Suprema nel caso United States v. U.S. District Court (1972) lasciò aperta la possibilità di un'eccezione alla clausola di mandato in materia di sorveglianza dell'intelligence straniera. Tre corti d'appello degli Stati Uniti hanno riconosciuto un'eccezione alla clausola del mandato per la sorveglianza di intelligence straniera, ma l'hanno vincolata a determinati requisiti. L'eccezione al quarto emendamento è stata formalmente riconosciuta dalla Foreign Intelligence Surveillance Court of Review degli Stati Uniti nelle sue Direttive del 2008 relativa alle direttive. Il tribunale di grado inferiore ha ritenuto che "esiste un'eccezione di intelligence straniera al mandato del quarto emendamento quando la sorveglianza è condotta per ottenere intelligence straniera per scopi di sicurezza nazionale ed è diretta contro potenze straniere o agenti di potenze straniere che si ritiene ragionevolmente si trovino al di fuori degli Stati Uniti".
Nonostante la citazione precedente, i divieti del quarto emendamento contro perquisizioni e sequestri irragionevoli si applicano comunque al contenuto di tutte le comunicazioni, qualunque sia il mezzo, perché "le comunicazioni private di una persona sono simili a documenti personali". La ragionevolezza del quarto emendamento è il punto in cui l'interesse del governo degli Stati Uniti, avanzato da una particolare ricerca o sequestro supera la perdita della privacy individuale o della libertà di Il movimento che accompagna l'azione del governo. La Corte Suprema degli Stati Uniti ha affermato nel caso Board of Education v. Earls (2002) che quando 'bisogni speciali', oltre alla normale necessità di applicazione della legge, rendono impraticabile il requisito del mandato e della causa probabile, la ragionevolezza di una ricerca è determinata bilanciando la natura dell'ingerenza nella privacy dell'individuo contro la promozione dei legittimi interessi governativi. Inoltre, nel caso Illinois v. Lidster (2004), la Corte ha spiegato che, nel giudicare la ragionevolezza, considera "la gravità delle preoccupazioni pubbliche suscitate dal sequestro, il grado in cui il sequestro fa avanzare l'interesse pubblico e la gravità dell'ingerenza nella libertà individuale". Per proteggere da azioni legali gli operatori di telecomunicazioni che collaborano con il governo statunitense, il Congresso ha approvato un disegno di legge che aggiorna il Foreign Intelligence Surveillance Act del 1978 per consentire questo tipo di sorveglianza.

### Scuole e carceri
Nel caso New Jersey v. T. L. O. (1985), la Corte suprema ha stabilito che le perquisizioni nelle scuole pubbliche non richiedono mandati, purché gli agenti che effettuano le perquisizioni abbiano fondati motivi di ritenere che la perquisizione porterà alla scoperta di prove di attività illecite. Analogamente, nel caso Samson v. California (2006), la Corte ha stabilito che gli uffici governativi possono essere ricercati per prove di cattiva condotta legata al lavoro da parte di dipendenti pubblici con motivi simili. Le perquisizioni nelle celle delle carceri non sono soggette a restrizioni relative alla ragionevolezza o alla causa probabile. Tuttavia, nel caso  Safford Unified School District v. Redding (2009), la Corte ha stabilito che i funzionari della scuola hanno violato il quarto emendamento quando hanno perquisito uno studente basandosi solo sulla dichiarazione di un altro studente di aver ricevuto farmaci da lei.

## Regola di esclusione
Un modo in cui i tribunali applicano il quarto emendamento è attraverso l'uso della regola di esclusione. La norma prevede che le prove ottenute attraverso la violazione del quarto emendamento non sono generalmente ammissibili dall'accusa durante il processo penale dell'imputato. La Corte ha affermato nel caso Elkins v. United States (1960) che la funzione della norma "è quella di scoraggiare, obbligare al rispetto della garanzia costituzionale nell'unico modo effettivamente disponibile: rimuovendo l'incentivo a ignorarla".
La Corte adottò la regola di esclusione nel caso Weeks v. United States (1914), prima della quale tutte le prove, indipendentemente da quanto sequestrate, potevano essere ammesse in tribunale. Nelle cause Silverthorne Lumber Co. v. United States (1920) e Nardone v. United States (1939), la Corte ha stabilito che anche le piste o altre prove risultanti da prove ottenute illegalmente sono inammissibili nei processi. Il giudice Felix Frankfurter descrisse questa prova secondaria nella sentenza Nardone come il "Frutto dell'albero avvelenato". La Corte Suprema ha rifiutato di incorporare la regola di esclusione tramite il quattordicesimo emendamento in Wolf v. Colorado (1949), ma Wolf è stato esplicitamente annullato in Mapp v. Ohio (1961), rendendo il quarto emendamento, inclusa la regola di esclusione, applicabile nei procedimenti giudiziari.
La regola dell'esclusione e la sua efficacia sono state spesso oggetto di controversie, soprattutto dal 1961, quando è stata applicata ai procedimenti giudiziari statali. I critici sostengono che la regola ostacola le indagini della polizia e può portare alla liberazione dei colpevoli condannati sulla base di prove attendibilii; altri critici affermano che la norma non è riuscita a scoraggiare le perquisizioni illegali della polizia. I sostenitori sostengono che il numero di condanne penali annullate in base alla norma è stato minimo e che non esiste altro meccanismo efficace per far rispettare il quarto emendamento. Nel 1982 la California approvò una "Carta dei diritti delle vittime", contenente una disposizione volta ad abrogare la regola di esclusione; sebbene il disegno di legge non potesse influenzare i diritti garantiti a livello federale ai sensi del quarto emendamento, ha impedito ai tribunali statali di espandere ulteriormente queste tutele.

### Limitazioni
Nel caso Stati Uniti vs. Calandra (1974), la Corte ha stabilito che i gran giurì possono utilizzare prove ottenute illegalmente durante l'interrogatorio dei testimoni, perché "il danno a tale istituzione derivante dall'estensione senza precedenti della norma di esclusione supera il beneficio di qualsiasi possibile effetto deterrente incrementale". Spiegando lo scopo della norma, la Corte ha affermato che la norma "è un rimedio creato giudizialmente, progettato per salvaguardare i diritti del Quarto Emendamento in generale attraverso il suo effetto deterrente, piuttosto che un diritto costituzionale personale della parte lesa".
Tre casi nel 1984 hanno ulteriormente limitato la regola del l'esclusione:
- Nel caso United States v. Leon (1984),[198] la Corte stabilì l'eccezione della "buona fede" alla regola, stabilendo che le prove sequestrate da agenti che si basavano ragionevolmente su un mandato erano ancora ammissibili, anche se il mandato era stato successivamente ritenuto difettoso, a meno che un ufficiale non avesse preparato in modo disonesto o imprudente una dichiarazione giurata per richiedere un mandato, il magistrato emittente svesse abbandonato la sua neutralità o il mandato non fosse sufficientemente particolareggiato.[199]
- La Corte ha stabilito nel caso Nix v. Williams (1984)[200] che le prove del "frutto dell'albero avvelenato" potrebbero ancora essere presentate se un pubblico ministero potesse dimostrare che sarebbe stata una "scoperta inevitabile" di un'indagine legittima.[201]
- Nel caso Segura v. United States  (1984),[202] la Corte ha stabilito che le prove trovate illegalmente senza un mandato di perquisizione sono ammissibili se vengono successivamente trovate e sequestrate legalmente sulla base di informazioni indipendenti dalla perquisizione illegale.[203]

Nei casi Arizona v. Evans (1995) e Herring v. United States (2009), la Corte ha stabilito che la regola di esclusione non si applica alle prove trovate a causa di negligenza riguardo a un database governativo, purché l'ufficiale di polizia che ha effettuato l'arresto abbia fatto affidamento su quel database in “buona fede” e la negligenza non sia stata pervasiva. Nel caso Davis v. United States (2011), la Corte ha stabilito che la norma di esclusione non si applica a una violazione del quarto emendamento derivante da un ragionevole affidamento su un precedente d'appello vincolante. Nel caso Utah v. Strieff (2016), la Corte ha stabilito che le prove ottenute da un fermo di polizia illegale non sarebbero state escluse dal tribunale quando il collegamento tra il fermo e la scoperta delle prove fosse stato "attenuato" dalla scoperta di un mandato pendente durante il fermo.

#### Regola da non applicare
La Corte Suprema ha inoltre stabilito che la regola di esclusione non si applica nelle seguenti circostanze:
- Prove illegalmente sequestrate da un "attore privato" (cioè non un dipendente governativo)[212]
- Audizioni fiscali[213]
- Prove raccolte dagli agenti doganali statunitensi[214]
- Audizioni di deportazione[215]
- Evidenza sequestrata da ufficiali di libertà vigilata o libertà condizionale[216]
- Audizioni di revoca di libertà vigilata o libertà condizionale[217]

## Metadati
Il 16 dicembre 2013, nel caso Klayman v. Obama, un tribunale distrettuale degli Stati Uniti ha stabilito che la raccolta di massa di metadata dei tabulati telefonici degli americani da parte della National Security Agency viola probabilmente il Quarto emendamento. La corte ha concesso un'ingiunzione preliminare, bloccando la raccolta di dati telefonici per due querelanti privati e ha ordinato al governo di distruggere qualsiasi dei loro record che sono stati raccolti. La corte ha sospeso la sentenza in attesa di un appello del governo, riconoscendo i "significativi interessi di sicurezza nazionale in gioco in questo caso e la novità delle questioni costituzionali".
Tuttavia, nel caso ACLU v. Clapper, una corte distrettuale degli Stati Uniti ha stabilito che il sistema globale di raccolta dati telefonici del governo americano è necessario per contrastare potenziali attacchi terroristici e che può funzionare solo se vengono incluse le chiamate di tutti. La corte ha inoltre stabilito che il Congresso ha istituito legalmente il programma e che esso non viola i diritti costituzionali di nessuno. La corte ha concluso che i dati telefonici raccolti dalla NSA non appartenevano agli utenti dei telefoni, ma alle compagnie telefoniche. Inoltre, la corte ha ritenuto che quando la NSA ottiene tali dati dalle compagnie telefoniche e poi li indaga per trovare collegamenti tra chiamanti e potenziali terroristi, questo ulteriore utilizzo dei dati non costituisce nemmeno una perquisizione ai sensi del quarto emendamento, concludendo che il caso precedente è Smith v. Maryland, in cui si afferma che "il fondamento di Smith è che un individuo non ha alcuna legittima aspettativa di privacy nelle informazioni fornite a terzi" L'American Civil Liberties Union ha dichiarato il 2 gennaio 2014 che farà appello contro la sentenza secondo cui la raccolta di dati telefonici in blocco della NSA è legale. "Il governo ha un legittimo interesse a rintracciare le associazioni di sospetti terroristi, ma rintracciare tali associazioni non richiede che il governo sottoponga ogni cittadino a sorveglianza permanente", ha detto in una nota il vice direttore legale dell'ACLU Jameel Jaffer.